# Crețișoară
Crețișoara (Alchemilla vulgaris) este o plantă din familia Rosaceae cunoscută sub mai multe denumiri populare: brumărie, plașcă, umbrarul-doamnei.

## Descriere
Crețișoara este o plantă perenă, înaltă de 10–40 cm, cu flori mici, verzi-gălbui, răspândită în zona de deal (în fânețe, margini de pădure și tufișuri), pe pante abrupte și rupturi de pantă.
În scopuri medicinale se întrebuințează părțile aeriene ale plantei, recoltate în lunile iunie-iulie (în perioada înfloririi), în timpul prânzului, în zile însorite, atunci când planta este perfect uscată (fără stropi de rouă sau picături de ploaie), prin tăierea întregii părți aeriene de sub rozeta de frunze bazale.

## Componenți principali
Saponime, flanovoide, taninuri, substanțe grase formate din acizii palmitic și stearic, fitosteroli și săruri minerale. 

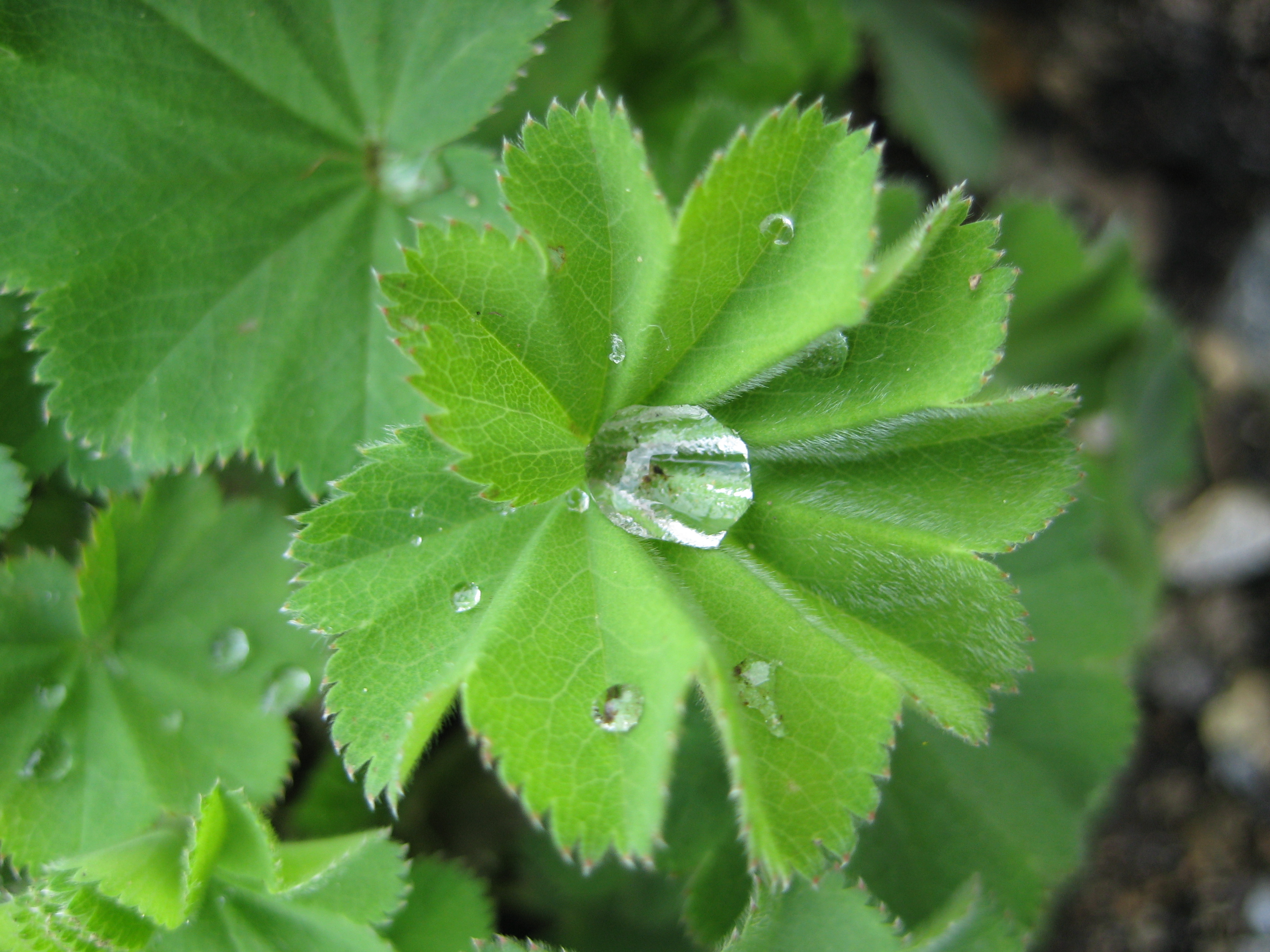
Creţişoara

## Proprietăți
- astringent
- antihemoroidal
- antidiareic

## Indicații
Extern, infuzia este folosită pentru gargară în stomatite și pentru cicatrizarea rănilor. Extractul de crețișoară are un efect terapeutic complex în tratamentul metroragiilor, în fixarea sarcinilor și în pregătirea intevențiilor chirurgicale ORL.